# Кикодзе, Евгения Эрговна
Евгения Эрговна Кикодзе (7 июля 1967, Тбилиси) — российский искусствовед, куратор, арт-критик.

## Биография
В 1989 году окончила исторический факультет Московского государственного университет им. М. В. Ломоносова, отделение история и теория искусства (дипломная работа «Современный грузинский авангард»). С 1989 по 1990 год работала научным сотрудникомГосударственной Третьяковской галереи. С 1990 по 1994 год работала научным сотрудником сектора новейших течений Музея-заповедника «Царицыно».
В 1993 году прошла месячную стажировку в Национальной галерее «Jeu de Paume» Парижа в рамках программы «Courant d’Est». С 1994 по 1998 год училась в аспирантуре кафедры Истории зарубежного искусства исторического факультета МГУ им. М. В. Ломоносова.
Преподаёт в Московской школе фотографии и мультимедиа имени Родченко курс «Основные художественные стратегии в современном искусстве».

## Кураторские проекты
…. 1994 — «Предшественники русского поп-арта. Турецкий, Рогинский и Чернышев»
- 2010 — «Рабочие и философы» (совм. с А. Фо). Московская школа управления «Сколково»[2][3].

…
- 2002 — «Мелиорация». Пансионат «Клязьминское водохранилище»[4][5].

## Цитаты
- «Куратор-друг для меня очень понятная позиция, поскольку я всегда являюсь чьим-то восторженным поклонником. Это восторженное отношение я все время в себе поддерживаю, но при этом я первый внешний человек, к которому обращается художник. Социальная роль куратора как внешнего по отношению к творчеству художника человека очень важна. Куратор — первый человек из общества, к которому в целом обращается автор, он, таким образом, — то связующее звено, которое обеспечивает „сцепление“ искусства и общества»[6] — Евгения Кикодзе, 2009.